# گری جانسون (بازیکن فوتبال، زاده ۱۹۵۹)
گری جانسون (انگلیسی: Gary Johnson؛ زادهٔ ۱۴ سپتامبر ۱۹۵۹) بازیکن فوتبال اهل بریتانیا است.
از باشگاه‌هایی که در آن بازی کرده‌است می‌توان به باشگاه فوتبال برنتفورد، باشگاه فوتبال چلسی، و باشگاه فوتبال لیترهید اشاره کرد.